# Торгерд Брак
Торгерд Брак (др.-сканд. Þorgerðr brák, [ˈθɔrɣɛrðr̩ˌbrɑːk]) — героиня исландской саги XIII века, ирландская рабыня Скаллагрима, сына Квельдульва, и кормилица великого исландского скальда Эгиля Скаллагримссона. Жила в имении своего хозяина Борг-ау-Мирюм (ныне окраина современного города Боргарнес) на берегу Боргар-фьорда.

## Этимология
Этимологически имя Торгерд (др.-сканд. Þorgerðr) происходит от др.-сканд. Þor — имени германо-скандинавского бога Тора и слова др.-сканд. gerðr (происходит от др.-сканд. garð) — «защита» (ограда или огороженное пространство), т.е. буквально её имя означает «Торова защита» или «Защищенная Тором». Своё прозвище — Брак (с др.-сканд. brák — кожемялка; приспособление используемое в кожевничестве для того, что бы мять кожи) — Торгерд получила за свою необычный для женщины рост и силу рук.
В современном исландском её имя записывается (исл. Þorgerður brák) и произносится ([ˈθɔrkɛrðʏrˌbrauk]) немного по-другому, поэтому русской транскрипцией современной исландской формы является Торгердюр Браук. Исландские географические объекты, названные в её честь, транскрибируются на русский с учетом современного исландского произношения

## Сага об Эгиле
Торгердур Брак появляется в «Саге об Эгиле» — одной из самых известных исландских саг. Предполагается, что «Саге об Эгиле» была написана Снорри Стурлусоном между 1220 и 1240 годами. Сага рассказывает о жизни скальда Эгиля Скаллагримссона, сына Скаллагрима Квельдульвссона и Беры Ингварсдоттир. Кормилицей Эгиля в детстве была Торгерд Брак — ирландская рабыня его отца, которая не имела детей, поэтому любила Эгиля как своего родного сына. Эгиля рос беспокойным и непослушным, постоянно являлся нарушителем порядка и зачинщиком драк. Когда Эгилю было 12 лет, он вместе с Тордом, сыном Грани, играл в мяч против Скаллагрима на льду в Песчаной бухте к югу Борг-ау-Мирюм. Скаллагриму невезло, потому что молодым было легче играть, чем ему, и, после захода солнца, Скаллагрим обозлился и убил Торда, после чего схватил Эгиля с тем же намерением. Торгердур тут же вступилась за своего молочного сына, после чего Скаллагрим оставил Эгиля и набросился на неё. Торгердур убежала, Скаллагрим погнался за ней и она прыгнула со скалы в море.

Одну из служанок Скаллагрима звали Торгерд Брак. Она ходила за Эгилем, когда тот был ребенком. Она была рослая и сильная, как мужчина, и умела колдовать. Торгерд сказала:

— Озверел ты, Скаллагрим, на собственного сына бросаешься!
Тогда Скаллагрим отпустил Эгиля и бросился на нее. Она увернулась и убежала, а Скаллагрим — за ней. Так они выбежали на мыс Дигранес, и она прыгнула со скалы в пролив. Скаллагрим бросил ей вслед большой камень и попал ей между лопаток. После этого она больше не выплыла. Этот пролив теперь называют Бракарсунд (Пролив Брак).— Сага об Эгиле / Пер. С.С. Масловой-Лашанской, В.В. Кошкина и А.И. Корсуна. — СПб.:Амфора, 1999
Эгиль очень недоволен действиями своего отца, и когда он пришел домой и люди сели за праздничные столы, то он внезапно встал, пошел на кухню и зарубил до смерти любимого раба Скаллагрима, сев затем на своё место как ни в чём не бывало. С отцом же после этого он не разговаривал всю зиму и следующую весну.

## Память
В память о Торгерд Брак небольшой пролив, куда она бросилась со скалы, был назван Браукарсюнд (исл. Brákarsund, дословно — «пролив Брак») . Расположенные по ту сторону пролива небольшие острова получили названия Литла-Браукарей (исл. Litla-Brákarey, дословно — «маленький остров Брак») и Стоура-Браукарей (исл. Stóra-Brákarey, дословно — «большой остров Брак»), а расположенная рядом шхера — Браукарскер (исл. Litla-Brákarsker, дословно — «шхера Брак»).
По инициативе комитета по культуре общины Боргарбиггд в 1997 году в Боргарнесе был установлен Браукин — памятник Торгерд Брак, который создал художник из Акранеса Бьядни Тоур Бьяднасон. Памятник стоит на холме Браукарклеттюр на берегу пролива Браукарсюнд, в том месте, где, как говорит сага, Брак прыгнула в море. Внешний вид памятника копирует вид брака — древнего исландского инструмента, который использовался для обминания кож при дублении, делая тем самым отсылку к прозвищу Торгердр.
В городе Боргарнес в честь Брак названа улица (исл. Brákarbraut), местная команда спасателей (исл. Björgunarsveitarinnar Brákar) и дом-интернат для престарелых (исл. Brákarhlíð), а в Рейкьявике — улица Браукарсюнд (исл. Brákarsund) и детский сад Браукарборг (исл. Leikskólinn Brákarborg).
В последние выходные июня в Боргарнесе проводится традиционный ежегодный семейный фестиваль Brákarhátíð (рус. Праздник Брак). Жители Боргарнеса в эти дни украшают свой город и проводят всевозможные развлекательные мероприятия, прогулки на лодках, сели, игры викингов и фестивальная программа в Скаллагримсгардюре. Фестиваль в субботу начинается с забега на 10 км по маршруту, которому Торгерд убегала от Скаллагрима, а завершается воскресным вечером концертом в Эйнглендингавике.
Исландский драматург, актриса и режиссёр Бринхильдюр Гвюдйоунсдоуттир (исл. Brynhildur Guðjónsdóttir) в 2008 году написала и поставила спектакль «Брак», в котором она рассказывает о историю жизни Торгерд Брак. Бринхильдюр в своем спектакле, основываясь на работах исследователей исландских саг, показывает также то, о чём умалчивает «Саге об Эгиле» и даёт объяснения всем тем местам саги, где просвечивает хоть какая-то информацию о Торгердр. Так по мнению режиссёра, именно из-за того, что Эгиль был очень привязан к своей кормилице, он назвал своего первого ребенка Торгерд, а не Бера, в честь своей родной матери. Именно из-за влияния Торгерд Брак, ирландских стихов и сказок рассказанных ему в детстве, Эгиль уже в возрасте трёх лет сочинил свой первый стих, а впроследствии стал лучшим из древних скандинавских поэтов, привнёсшим множество новшеств в традиционную нордическую поэзию.

## Галерея

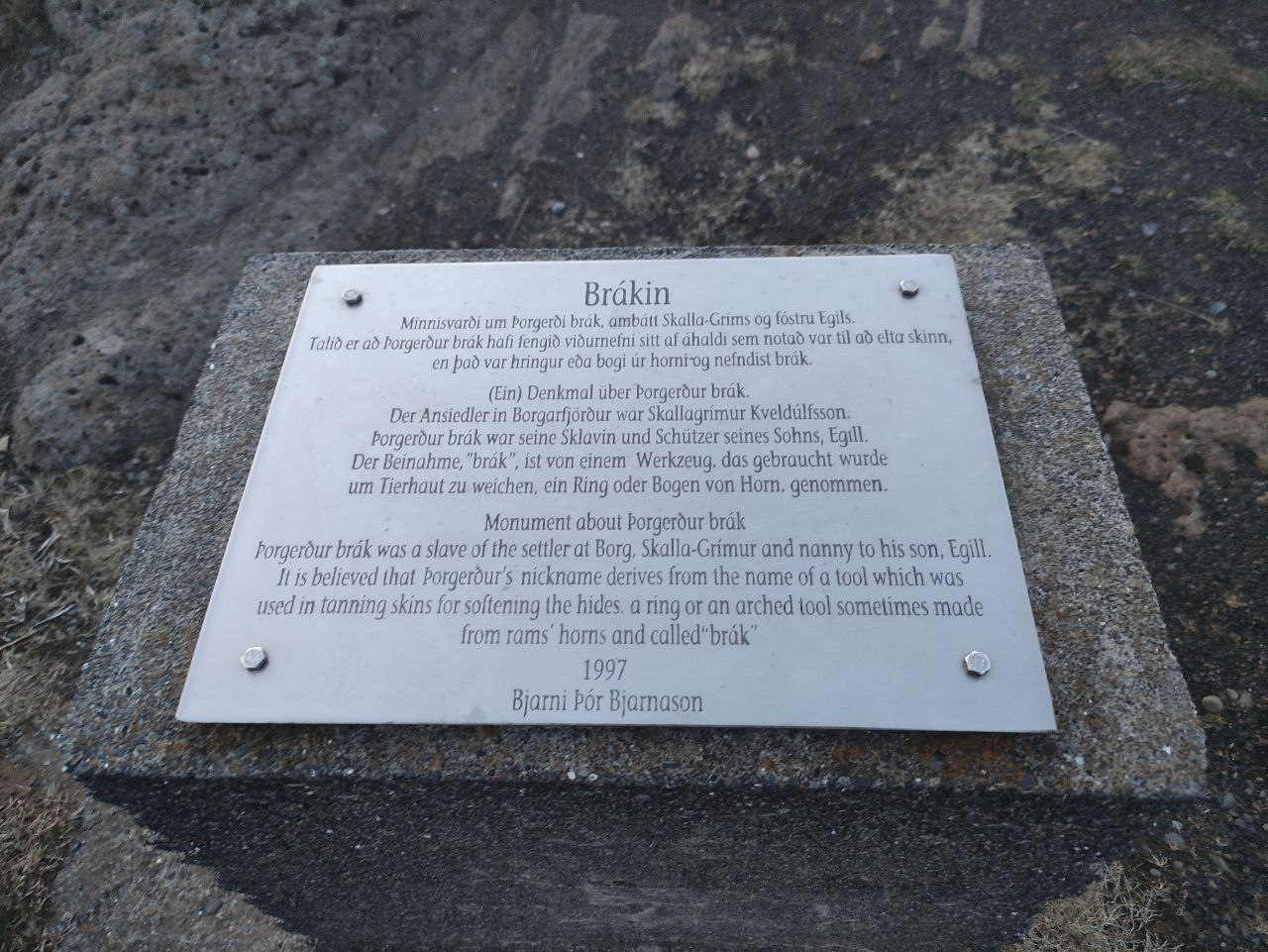
Табличка с информацией о памятнике Торгерд Браук
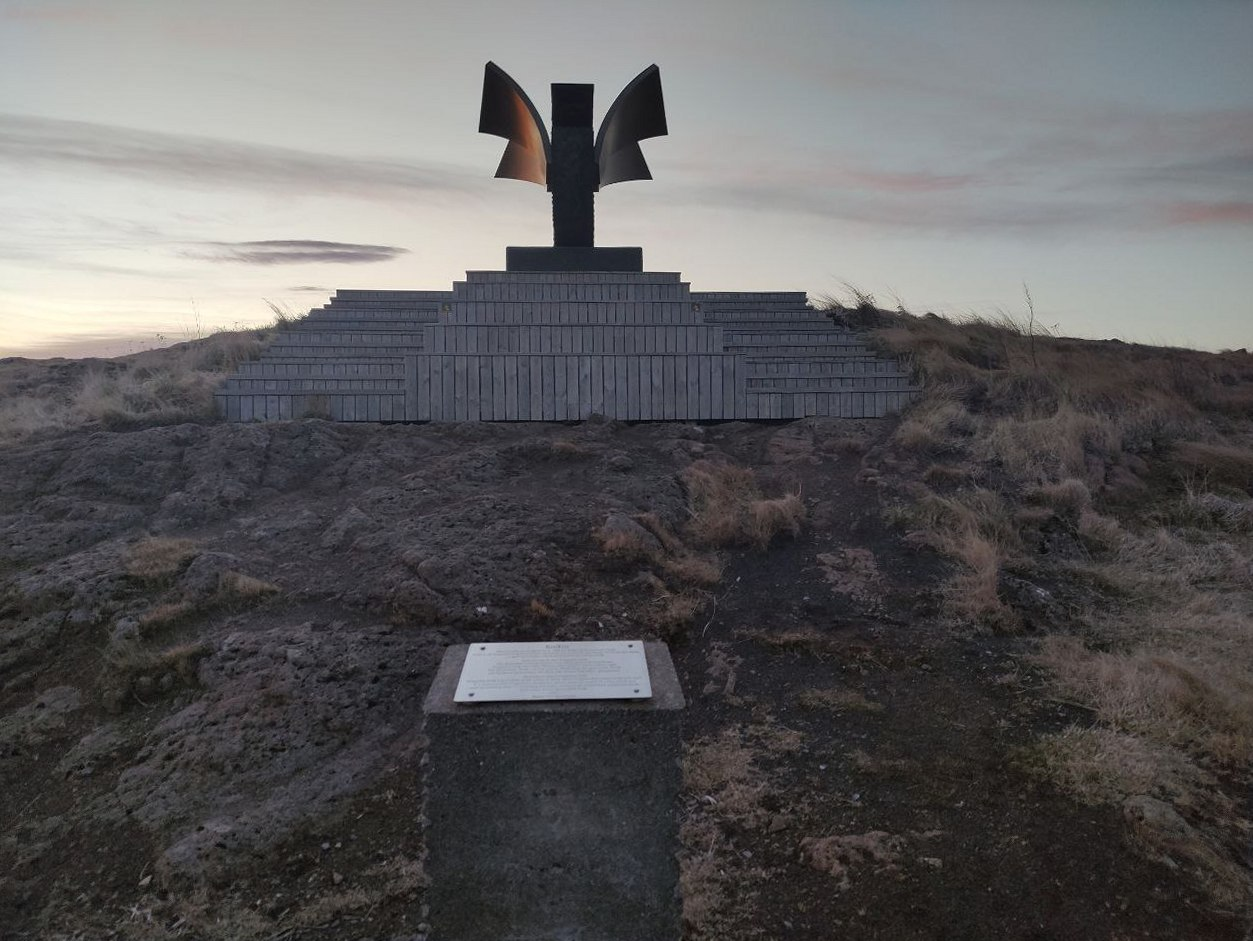
Браукин — памятник Торгерд Брак. Вид с подножия холма Браукарклеттюр
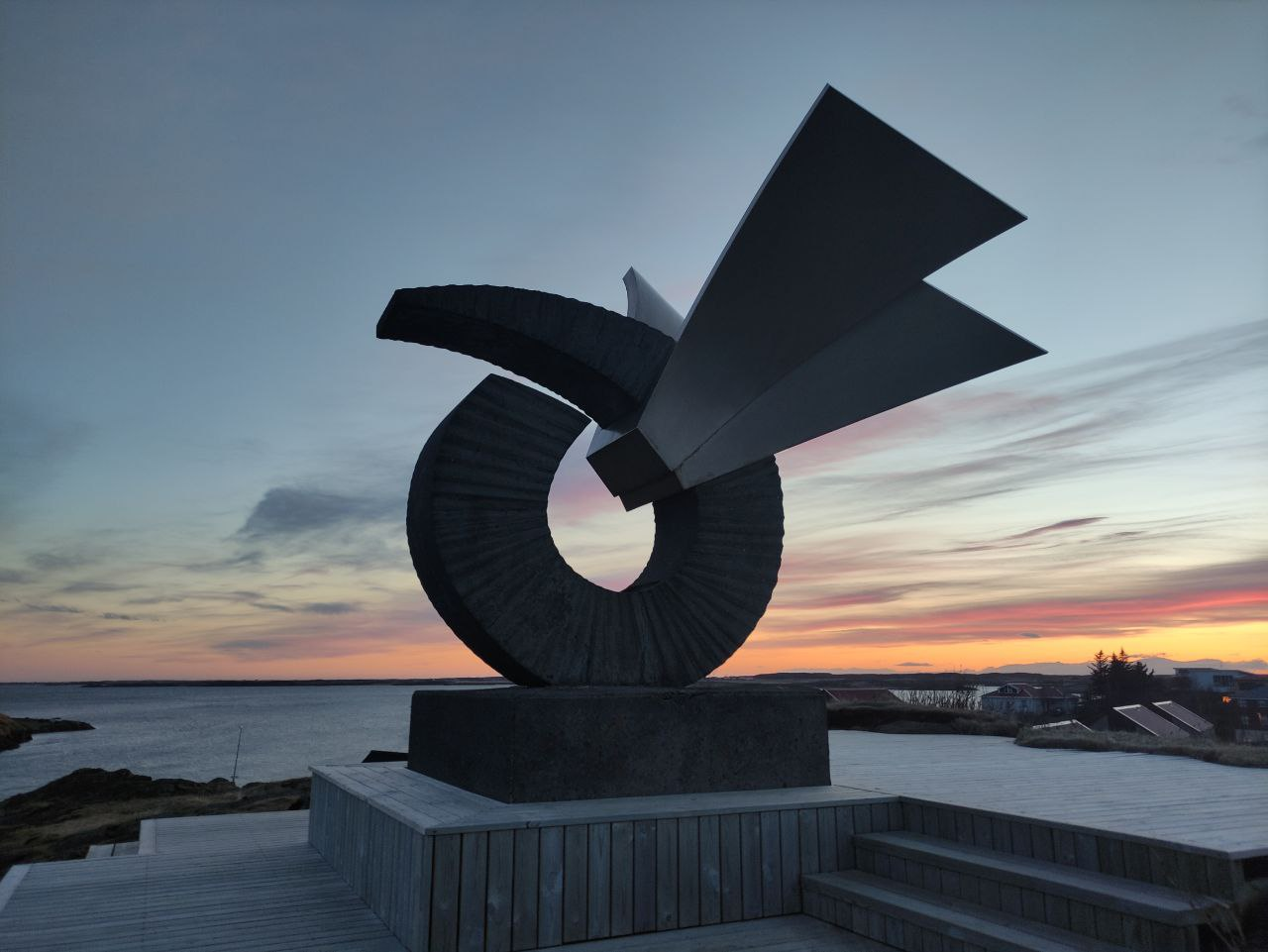
Браукин — памятник Торгерд Брак. Вид с севера
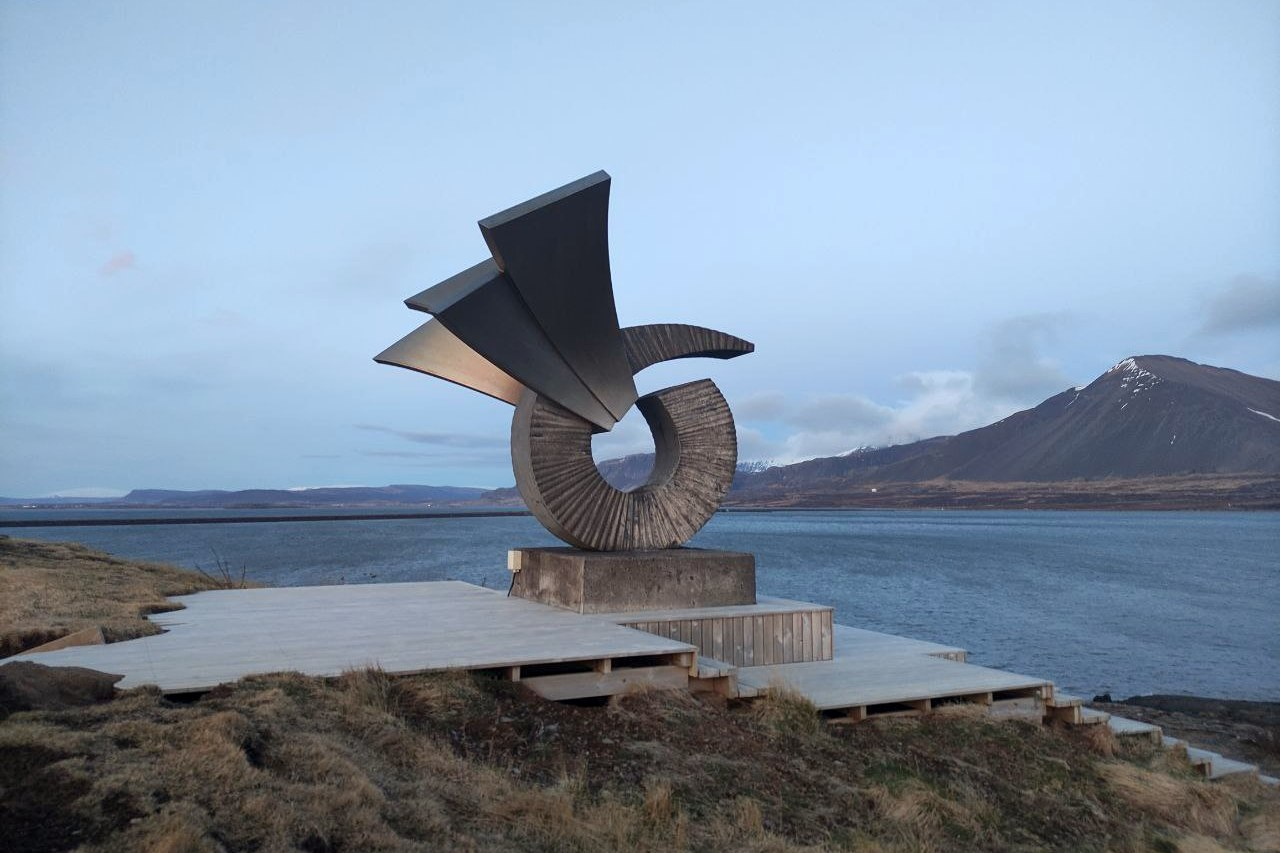
Браукин — памятник Торгерд Брак. Вид с юга
Браукин — памятник Торгерд Брак. Вид с юга

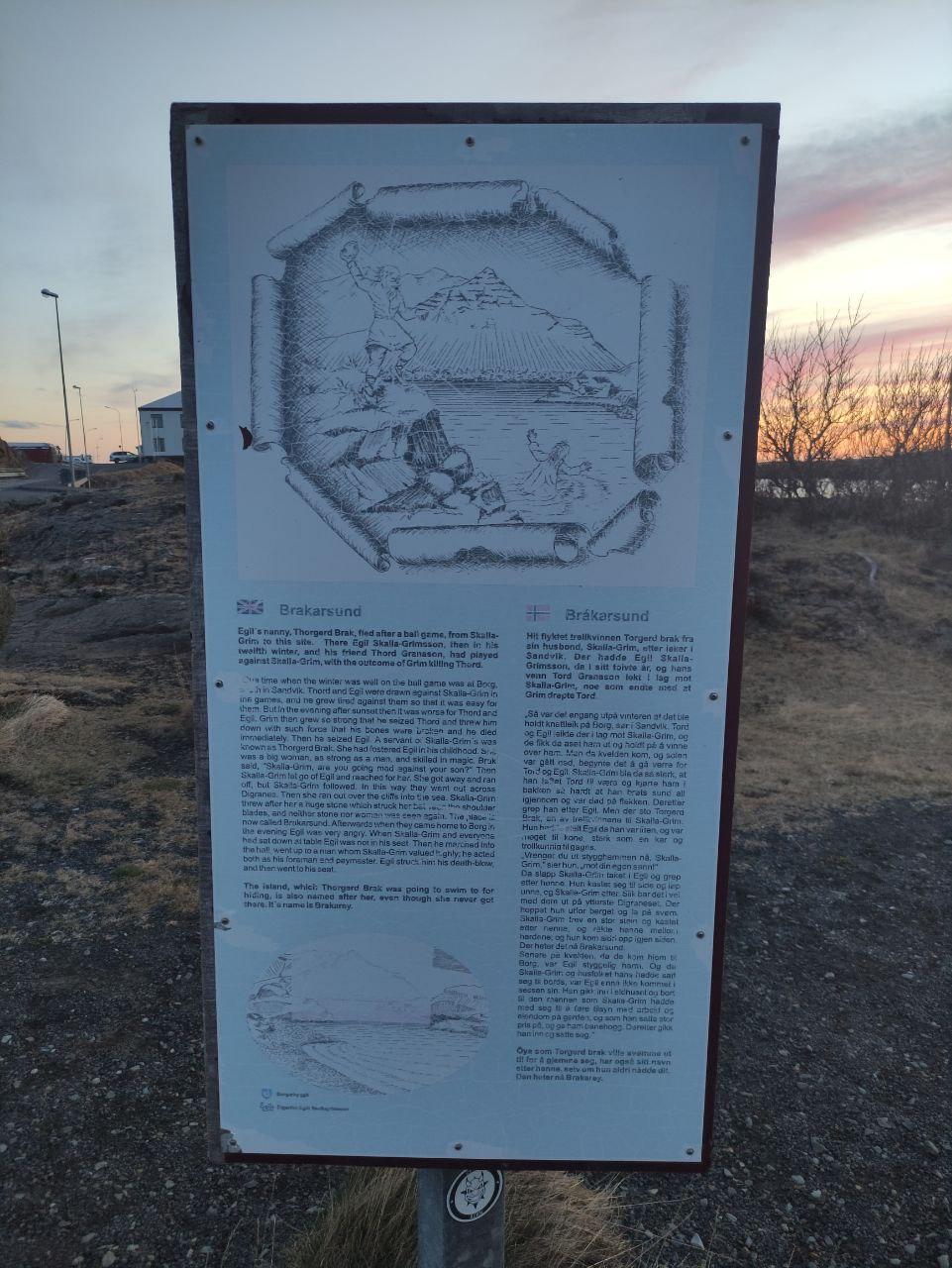
Информационный щит на берегу Браукарсюнд, с историей Торгерд Браук
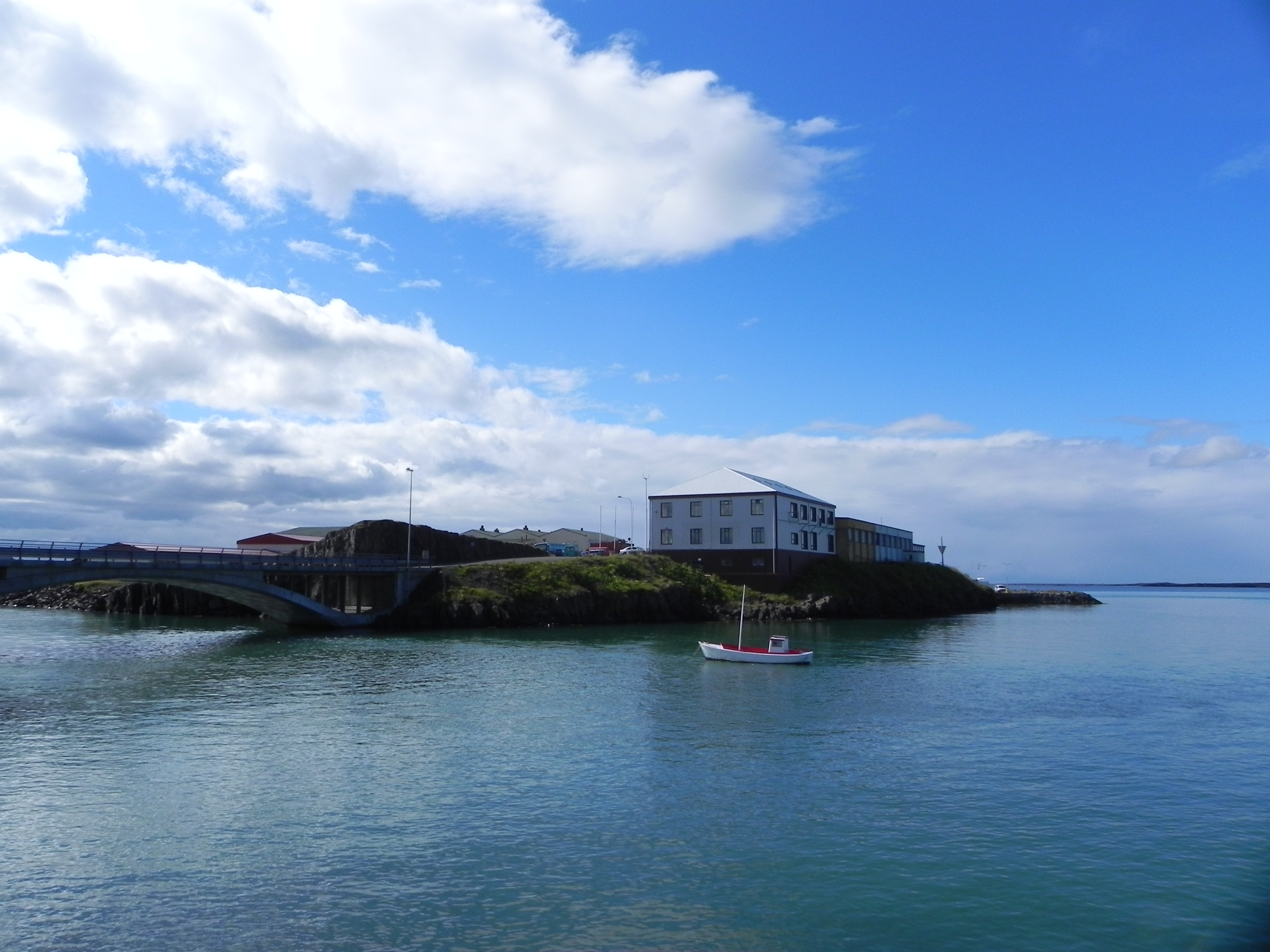
Пролив Браукарсюнд и остров Стоура-Браукарей
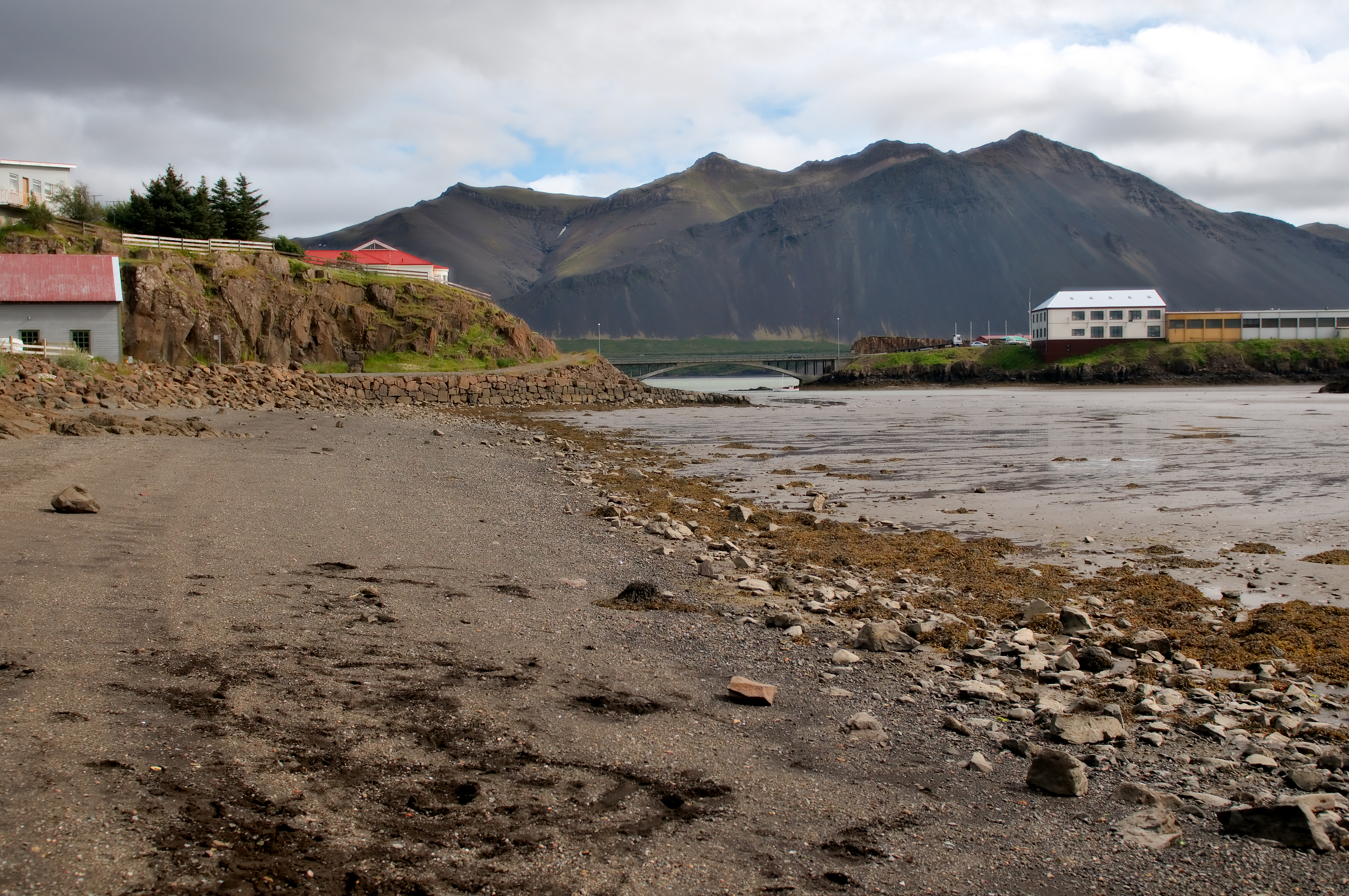
Пролив Браукарсюнд и остров Стоура-Браукарей
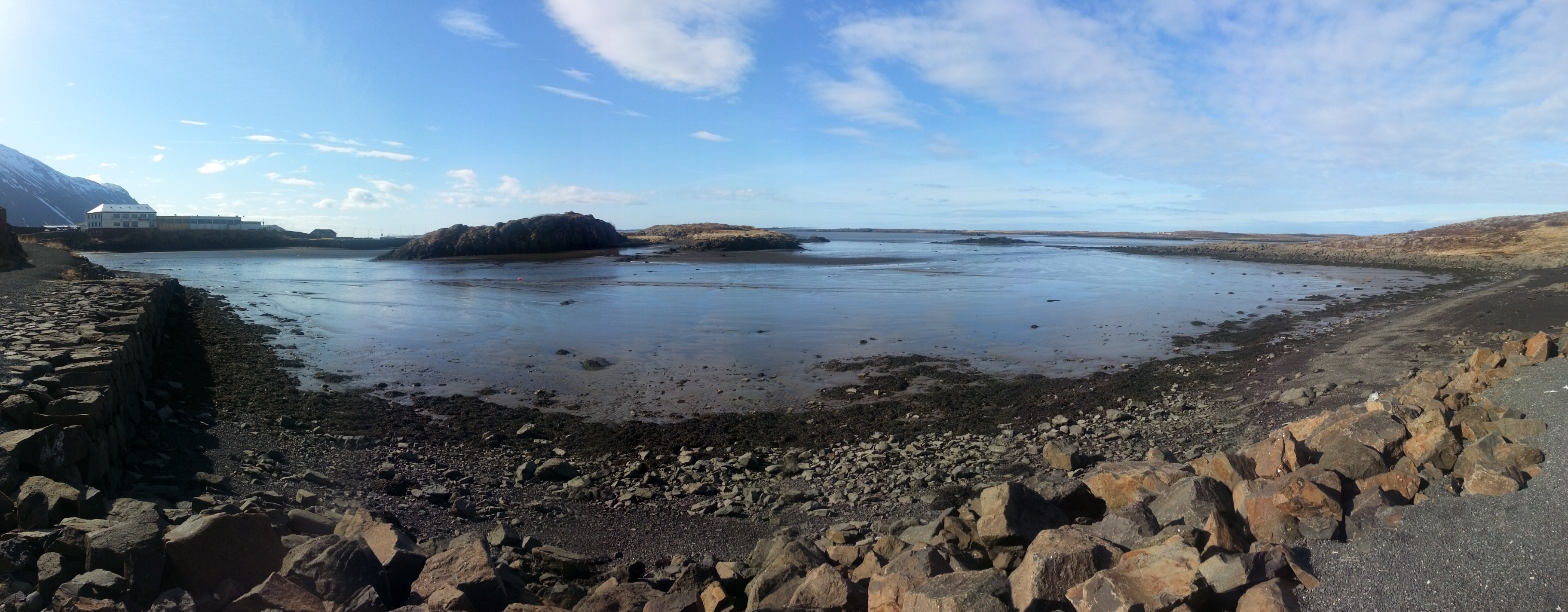
Вид на островок Литла-Браукарей и шхеру Браукарскер
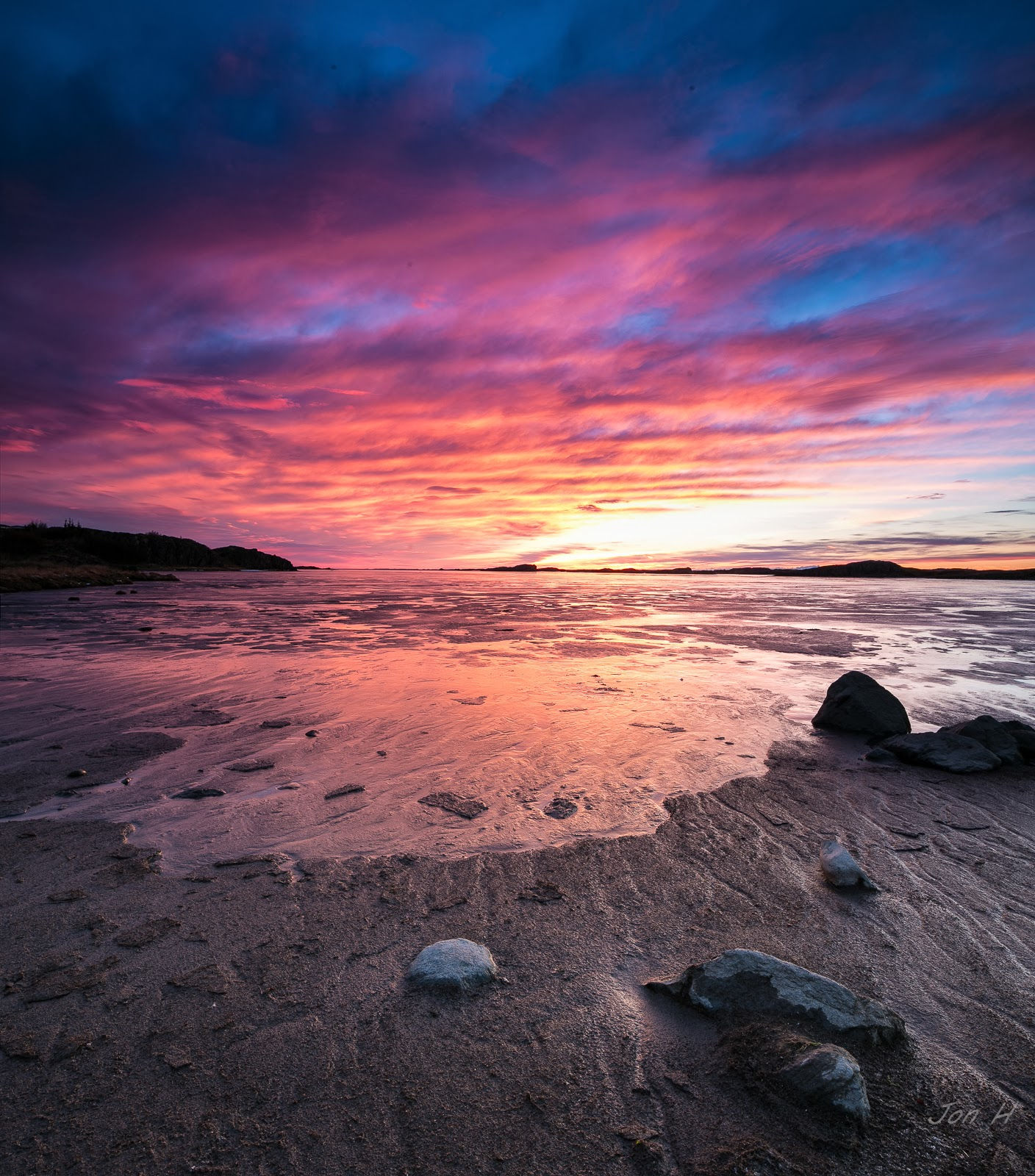
Вид на Песчаную бухту